# 원주MBC 별이 빛나는 밤에
《박지현의 별이 빛나는 밤에》는 대한민국의 방송국 원주문화방송의 라디오 채널 원주MBC 표준FM에서 매일 밤 10시 5분 ~ 밤 12시까지 방송했던 음악 전문 라디오 프로그램이다.
| 원주MBC 표준FM                                                    |                           |                                                         |
| 이전                                                              | 박지현의 별이 빛나는 밤에 | 다음                                                    |
| 최양락의 재미있는 라디오 (평일) 박준형, 유채영의 좋은 주말 (주말) | 박지현의 별이 빛나는 밤에 | 신동의 심심타파                                         |
| 밤 8시 30분 ~ 밤 10시                                             | 밤 10시 5분 ~ 밤 12시     | 밤 12시 5분 ~ 새벽 2시 (평일) 밤 12시 ~ 새벽 2시 (주말) |
| 전국 방송                                                         | 강원 영서 남부지역 방송   | 전국 방송                                               |